# Derek Nimmo
Pour les articles homonymes, voir Nimmo.
Derek Robert Nimmo, né le 19 septembre 1930 à Liverpool (Lancashire) et mort le 24 février 1999 à Londres (quartier de Chelsea), est un acteur britannique.

## Biographie
Derek Nimmo joue notamment au théâtre à Londres, entre autres dans The Amorous Prawn d'Anthony Kimmins (1960, avec Evelyn Laye et Hugh McDermott) et A Friend Indeed de William Douglas-Home (1984, avec Moira Lister et Geoffrey Palmer).
Au cinéma, il contribue à vingt films (majoritairement britanniques), depuis Les Dessous de la millionnaire d'Anthony Asquith (1960, avec Sophia Loren et Peter Sellers) jusqu'à Objectif Lotus de Robert Stevenson (1975, avec Peter Ustinov et Helen Hayes). Entretemps, citons Passage à tabac de George Pollock (1964, avec Margaret Rutherford et Lionel Jeffries) et Casino Royale de Val Guest et autres (1967, avec David Niven et Peter Sellers).
À la télévision britannique, outre de nombreuses prestations comme lui-même et six téléfilms (1956-1985), il participe à quarante séries entre 1957 et 1996, dont Les Voisins (deux épisodes, 1990).
Derek Nimmo meurt en hôpital en 1999, à 68 ans, des blessures causées par une chute dans un escalier à sa maison l'année précédente.

## Filmographie partielle

### Cinéma
- 1960 : Les Dessous de la millionnaire (The Millionairess) d'Anthony Asquith : un assistant du majordome
- 1962 : It's Trad, Dad! de Richard Lester : le serveur en chef au Clique Club
- 1963 : Heavens Above! de John et Roy Boulting : un assistant du directeur général
- 1964 : X3, agent secret (Hot Enough for June) de Ralph Thomas : Fred
- 1964 : Passage à tabac (Murder Ahoy) de George Pollock : le sous-lieutenant Eric Humbert
- 1964 : A Hard Day's Night de Richard Lester : Leslie Jackson
- 1964 : Dans les mailles du filet (The System) de Michael Winner : James
- 1965 : Le Liquidateur (The Liquidator) de Jack Cardiff : Fly
- 1967 : Casino Royale de Val Guest et autres : Hadley
- 1969 : Sacré Far West (A Talent for Loving) de Richard Quine
- 1975 : Objectif Lotus (One of Our Dinosaurs is Missing) de Robert Stevenson : Lord Southmere

### Télévision
(séries)
- 1990 : Les Voisins (Neighbours), épisodes (sans titres) 1146 et 1147 : Lord Ledgerwood

## Théâtre (sélection)
(pièces, sauf mention contraire)
- 1960 : The Amorous Prawn d'Anthony Kimmins
- 1961 : The Irregular Verb to Love de Hugh et Margaret Williams
- 1966-1967 : Charlie Girl (en), comédie musicale, musique et lyrics de David Heneker et John Taylor, livret de Hugh et Margaret Williams et Ray Cooney
- 1984 : A Friend Indeed de William Douglas-Home : Sir Lionel Hibury
- 1984 : See How They Run (en) de Dave King[réf. nécessaire]